# María Castillo
María Castillo Dominicana  (San Juan de la Maguana, 9 de octubre de 1959) es una actriz, directora y productora teatral dominicana. Ha recibido múltiples premios y reconocimientos por su trayectoria, destacando el Premio Internazionale Lumiere 2002, la distinción como Caballera de la Orden de las Artes y las Letras de la República Francesa (2005) y la Medalla al Mérito de la Mujer de República Dominicana.

## Trayectoria
Castillo se graduó a los 16 años como actriz en la Escuela Nacional de Bellas Artes. Tras pasar unos años en Moscú aprendiendo idiomas y graduándose con honores en el Instituto Estatal de Artes Teatrales Lunacharky, en 1983 regresó a República Dominicana para dedicarse al teatro.

¿Esa presión? ¡Terrible! Y en Moscú sentía esa misma presión. Entré a una facultad de hombres. Muchas personas se preocuparon; pensaron que no iba a aguantar. Me gradué Summa Cum Laude desde la preparatoria, porque no quería defraudar a la gente. A veces me decía: “¡Ay! Me voy para Santo Domingo...”. Llegué a soportar temperaturas de hasta menos 45 grados..., pero yo no podía devolverme porque todo el mundo estaba esperando... tenía que soportar. Y soporté de tal manera que hasta me pasé. Siempre sentí la presión de ser mejor de lo que podía ser. Que tenía que ir más allá para poder satisfacer la expectativa de la gente.

En 1992 fundó su propia compañía, el Teatro Mandrágora. Fue directora en tres ocasiones de la Escuela Nacional de Arte Dramático de Bellas Artes, del 2000 al 2006 fue la primera mujer en dirigir la Compañía Nacional de Teatro, y del 2003 al 2004 fue Decana de la Facultad de Teatro del Instituto Superior de Bellas Artes.

## Premios y reconocimientos
Castillo ha recibido numerosos galardones y distinciones a lo largo de su carrera. Destacan el Premio Internazionale Lumiere 2002, la distinción como Caballera de la Orden de las Artes y las Letras de la República Francesa (2005) y la Medalla al Mérito de la Mujer de República Dominicana.En 2008 recibió un Talía de Plata.Además, ha ganado 13 premios Casandra y tres premios Soberano en las categorías de actriz, productora y directora.
En 2013, el Ministerio de Cultura y el Teatro Nacional Eduardo Brito le rindieron homenaje designando con su nombre una sala de ensayo del Teatro Nacional. En 2018 obtuvo el Premio al Mérito Cinematográfico Iris de AMUCINE y la Declaración de Visitante Distinguida por la Alcaldía de Nueva York.

## Obra seleccionada

### Como directora
Castillo ha dirigido obras como Evita, Cabaret, La Viuda Alegre, Chicago, Los Miserables, Rent y El Hombre de la Mancha. Además de actuar en Las Leandras, La del Soto del Parral, El Murciélago, La Leyenda del Beso, Dream Girls, Luisa Fernanda, Opera Merengue, La Princesa de las Czardas, Perfectus Quorum, La Cenicienta y Super Willie Contra los Cuatro Villanos.

### Como actriz
Ha escenificado obras como Ibsen, Brecht, Boccaccio, Pirandello, Genet, Wilde, Lorca, Shakespeare, Moliere, H. Muller, Albee, Andréiev,  T. Williams, Schwartz, Synge, Chejov, Merimée, Casona, Carriére, Koltés, Miriam Miente, Pobres Millonarios, El Proyeccionista, Flor, Lo que siento por ti, y La Casa de Bernarda Alba.

### Como productora
Ha producido Buenas noches Mamá y El Test.